# Edmond Rabaté
Edmond Rabaté (né le 17 mars 1875 à Saint-Pierre-de-Jards et mort le 18 avril 1931 à Port-en-Bessin) est un ingénieur agronome français, connu notamment pour avoir inventé la « méthode Rabaté » qui permet le désherbage sélectif des céréales à l'aide d'une solution d'acide sulfurique dilué. Cette technique, mise au point avant la Première Guerre mondiale, largement utilisée en France et en Europe depuis les années 1930, a été définitivement supplantée par les herbicides de synthèse vers 1960.
Edmond Rabaté est inspecteur général de l'agriculture (1919), directeur de l'Institut national agronomique.
Il est nommé officier de la Légion d'Honneur en 1925 et membre titulaire de l'Académie d'agriculture de France, section cultures, en 1927.

## Principales œuvres
Selon data.bnf.fr :  
- Le blé, la farine, le pain, étude pratique de la meunerie et de la boulangerie, Hachette, Paris, 1911. 2e éd.
- La pratique du crédit agricole mutuel, Imprimerie nationale, Paris, 1905.
- L'industrie des résines, Gauthier-Villars, Paris, 1902.
- La destruction des mauvaises herbes, 3e édition, revue par J. Rabaté, Librairie agricole de la Maison rustique, Paris, 1934.
- Nettoyage et fertilisation des céréales avec l'acide sulfurique dilué, impr. de Durand, Chartres (s. d.).
- La taille des arbres fruitiers en plein vent, Librairie agricole de la Maison rustique, Paris, 1912.
- La taille du prunier d'Ente, 4e édition, impr. de A. Bador, Villeneuve-sur-Lot, 1911.